# Ratho
Ratho är en ort i Storbritannien.   Den ligger i kommunen Edinburgh och riksdelen Skottland, i den centrala delen av landet, 500 km norr om huvudstaden London. Ratho ligger 89 meter över havet och antalet invånare är 1 515.
Terrängen runt Ratho är platt åt nordväst, men åt sydost är den kuperad. Terrängen runt Ratho sluttar norrut.Runt Ratho är det ganska tätbefolkat, med 172 invånare per kvadratkilometer. Närmaste större samhälle är Edinburgh, 11,9 km öster om Ratho. Trakten runt Ratho består i huvudsak av gräsmarker.